# Shōhei Yanagizaki
Shōhei Yanagizaki (japanisch 柳崎 祥兵 Yanagisaki Shōhei; * 11. Juni 1984 in Kagoshima) ist ein ehemaliger japanischer Fußballspieler.

## Karriere
Yanagizaki erlernte das Fußballspielen in der Schulmannschaft der Kagoshima Jitsugyo High School und der Universitätsmannschaft der Komazawa-Universität. Seinen ersten Vertrag unterschrieb er 2007 bei FC Machida Zelvia. Am Ende der Saison 2008 stieg der Verein in die Japan Football League auf. Am Ende der Saison 2011 stieg der Verein in die J2 League auf. Am Ende der Saison 2012 stieg der Verein wieder in die Japan Football League ab. 2014 wechselte er zum Ligakonkurrenten Kagoshima United FC. Am Ende der Saison 2015 stieg der Verein in die J3 League auf. Ende 2016 beendete er seine Karriere als Fußballspieler.